# Éric Revel
Pour l’article homonyme, voir Revel.
Éric Revel, né le 11 avril 1961 à Courbevoie, est un journaliste français.

## Biographie

### Jeunesse et formation
Éric Revel est né le 11 avril 1961 à Courbevoie.
Il est titulaire d'un DEA de finance internationale de l'université Panthéon-Sorbonne, d'un DESS d'économie du développement de l'Université Paris-Nanterre et d'une maîtrise d'économie internationale de la même université.
Il est également Docteur d'État en Finances Internationales (Paris I Sorbonne) (1989)  

### Carrière journalistique
En 1982, avec Pierre Alberti et Frédéric Coste, Éric Revel se lance dans l'aventure de la création de Radio Nostalgie, revendue ensuite à NRJ. Il y est journaliste et anime notamment Sans parti pris.
Après quinze ans de presse écrite (Jeune Afrique, Le Parisien, Madagascar matin, La Cote Desfossés, L'Agefi, La Tribune, Les Échos), il intègre LCI (filiale de TF1) en 2003. Il a été éditorialiste au Bien public et au Journal de Saône-et-Loire. Depuis, septembre 2008, il participe au site TF1 News. Éric Revel a été Grand Reporter au quotidien La Tribune.
En 2003, il est alors rédacteur en chef du service économie de la chaine info du groupe Bouygues. En juin 2008, il remplace Jean-Claude Dassier, au poste de directeur et directeur de la rédaction de LCI. Il est confirmé à son poste par Nonce Paolini, le PDG de TF1, en juin 2009. En janvier 2010, il est nommé directeur général de LCI et intègre le comité de direction générale du groupe TF1. Eric Revel quitte le groupe TF1 en septembre 2015.
De juin 2008 à juin 2015, il fait partie de l'émission radiophonique Le Grand Jury sur RTL avec Jean-Michel Aphatie et Étienne Mougeotte puis Alexis Brézet et Jérôme Chapuis. Il participe également à la nouvelle émission le "Grand Jury le débrief".
En janvier 2011, il crée un nouveau rendez-vous télévisuel Le Club LCI
En juin 2016, il rejoint le groupe Lagardère (Lagardère studio / Tempora) comme producteur chargé des entreprises. Dans ce cadre, en septembre 2016, il lance un rendez-vous économique et numérique : "l'Opinion Business".
En novembre 2016, il est nommé directeur général de France Bleu par Mathieu Gallet où il succède à Claude Esclatine. Jean-Emmanuel Casalta lui succède à ce poste le 10 septembre 2018.
En septembre 2018, il fait partie de l’équipe de chroniqueurs autour de Cyril Hanouna qui lance l’émission hebdomadaire Balance ton post ! sur C8. Parallèlement, depuis juin 2019 , Éric Revel intervient comme éditorialiste politique sur CNews (groupe Canal +). Depuis le 6 septembre 2019, il signe un éditorial économique sur Sud Radio[réf. nécessaire].
En octobre 2019, Éric Revel fait partie, avec Christine Kelly, Marc Menant et Éric Zemmour, de l’équipe qui lance "Face à l'info" sur CNews.
Pour la saison 2019-2020, il est appelé par Iskandar Safa, nouvel actionnaire, à prendre part à la direction de la chaîne régionale Azur TV. Il intervient également à l'antenne en tant qu'éditorialiste politique. Depuis janvier 2020, Éric Revel est président du groupe Provence Azur et Var et de Régie Azur. Après le rachat d’Azur TV par le groupe Altice, Éric Revel remet ses mandats et quitte la présidence d’Azur TV en juin 2021.
Depuis 2021, il est directeur de la revue trimestrielle politique L’Hemicycle.
En décembre 2021, il participe au lancement de Face à Baba sur C8 avec Cyril Hanouna avec Éric Zemmour comme premier invité.

## Publications
- Libre Arbitre, avec Jacques Dorfman (1989), éditions J.-C. Lattès.
- Les Secrets des voyages présidentiels : de De Gaulle à Mitterrand (1991), éditions J.-C. Lattès.
- Madagascar, l'île rouge (1993), Balland.
- Le Phare des baleines (1995), éditions J.-C. Lattès  (ISBN 978-2709615990), roman qui lui a valu le prix littéraire des Mouettes, remis par Madeleine Chapsal.
- Écoute, petit Français (2005), éditions J.-C. Lattès  (ISBN 978-2709626767).
- En quel honneur ? (2008), Timée  (ISBN 978-2354010454).
- Demain, rien ne sera plus comme avant (2009), Ellipses  (ISBN 978-2729852481).
- Les Conquérants de 2017 (2016), avec Xavier Panon, l'Archipel  (ISBN 978-2809820454).
- On ne veut plus d'un président quelconque ! Élections 2017 (2017), Les Pérégrines  (ISBN 979-1025201763).
- Fenêtre de tir (2021), Ring  (ISBN 978-2379340215)[8].
- Le tirailleur inconnu (2024), Éditions du Lizay  (ISBN 248711200X).

## Distinctions
- Chevalier de la Légion d'honneur en février 2008. Décoration remise par Christine Lagarde, ministre des Finances.